# Fabrizio Paghera
Fabrizio Paghera (Brescia, 12 dicembre 1991) è un calciatore italiano, centrocampista del Lumezzane.

## Caratteristiche tecniche
Centrocampista di rottura, è solito ricoprire la posizione di mediano con una buona capacità nel recuperare i palloni e un efficace contributo nella fase difensiva. Non è un calciatore particolarmente prolifico ma ha una buona elevazione e un discreto tiro dalla distanza.

## Carriera

### Club
Debutta in Serie B nella stagione 2009-2010, con la squadra della sua città, ovvero il Brescia con cui colleziona 12 presenze nella sua prima esperienza tra i professionisti.
La stagione successiva viene acquistato in comproprietà con il Verona in Lega Pro, dopo un anno, viene riscattato dal Brescia dopo che il club veneto non ha presentato nessuna offerta. Dopo sei mesi viene girato in prestito al Virtus Lanciano dove viene promosso in Serie B, a fine anno viene riscattato dal club abruzzese. Rimane altre 4 stagioni al Lanciano, ma alla metà di quest'ultima, il 6 gennaio 2016, firma un contratto fino al 30 giugno 2019 con l'Avellino; nella sessione invernale del calciomercato della stagione 2017-2018 viene ceduto in prestito fino a fine campionato alla Pro Vercelli.
Terminato il prestito torna al club irpino, che nell'estate del 2018 fallisce ripartendo dalla Serie D. Paghera, rimasto svincolato, rimane senza squadra fino al gennaio del 2019, quando si accasa alla Ternana, formazione impegnata nel campionato di Serie C, che vince al termine della stagione 2020-2021, restando alle Fere anche nei successivi campionati, giocati in Serie B.
L'8 settembre 2023 fa ritorno al Brescia dopo 11 anni. Il 31 gennaio 2025 viene acquistato dalla SPAL, in Serie C.
Il 9 luglio 2025 viene acquistato dal Lumezzane, in Serie C.

### Nazionale
Ha giocato 2 partite amichevoli con l'Under-19 e 3 amichevoli con la B Italia.

## Statistiche

### Presenze e reti nei club
Statistiche aggiornate al 17 maggio 2025.
| Stagione               | Squadra                | Campionato             | Campionato | Campionato | Coppe nazionali | Coppe nazionali | Coppe nazionali | Coppe continentali | Coppe continentali | Coppe continentali | Altre coppe | Altre coppe | Altre coppe | Totale | Totale |
| Stagione               | Squadra                | Comp                   | Pres       | Reti       | Comp            | Pres            | Reti            | Comp               | Pres               | Reti               | Comp        | Pres        | Reti        | Pres   | Reti   |
| ---------------------- | ---------------------- | ---------------------- | ---------- | ---------- | --------------- | --------------- | --------------- | ------------------ | ------------------ | ------------------ | ----------- | ----------- | ----------- | ------ | ------ |
| 2009-2010              | Brescia                | B                      | 12         | 0          | CI              | -               | -               | -                  | -                  | -                  | -           | -           | -           | 12     | 0      |
| 2010-2011              | Verona                 | 1D                     | 13         | 0          | CI+CI-LP        | 2+0             | 0               | -                  | -                  | -                  | -           | -           | -           | 15     | 0      |
| 2011-gen. 2012         | Brescia                | B                      | 7          | 0          | CI              | 2               | 0               | -                  | -                  | -                  | -           | -           | -           | 9      | 0      |
| gen.-giu. 2012         | Virtus Lanciano        | 1D                     | 8+2        | 0          | CI+CI-LP        | 0+1             | 0               | -                  | -                  | -                  | -           | -           | -           | 11     | 0      |
| 2012-2013              | Virtus Lanciano        | B                      | 28         | 2          | CI              | 1               | 0               | -                  | -                  | -                  | -           | -           | -           | 29     | 2      |
| 2013-2014              | Virtus Lanciano        | B                      | 28         | 3          | CI              | 1               | 0               | -                  | -                  | -                  | -           | -           | -           | 29     | 3      |
| 2014-2015              | Virtus Lanciano        | B                      | 29         | 1          | CI              | 2               | 0               | -                  | -                  | -                  | -           | -           | -           | 31     | 1      |
| 2015-gen. 2016         | Virtus Lanciano        | B                      | 17         | 0          | CI              | 0               | 0               | -                  | -                  | -                  | -           | -           | -           | 17     | 0      |
| Totale Virtus Lanciano | Totale Virtus Lanciano | Totale Virtus Lanciano | 110+2      | 6          |                 | 5               | 0               |                    | -                  | -                  |             | -           | -           | 117    | 6      |
| gen.-giu. 2016         | Avellino               | B                      | 16         | 0          | CI              | -               | -               | -                  | -                  | -                  | -           | -           | -           | 16     | 0      |
| 2016-2017              | Avellino               | B                      | 27         | 1          | CI              | -               | -               | -                  | -                  | -                  | -           | -           | -           | 27     | 1      |
| 2017-gen. 2018         | Avellino               | B                      | 8          | 0          | CI              | -               | -               | -                  | -                  | -                  | -           | -           | -           | 8      | 0      |
| Totale Avellino        | Totale Avellino        | Totale Avellino        | 51         | 1          |                 | -               | -               |                    | -                  | -                  |             | -           | -           | 51     | 1      |
| gen.-giu. 2018         | Pro Vercelli           | B                      | 7          | 1          | CI              | -               | -               | -                  | -                  | -                  | -           | -           | -           | 7      | 1      |
| gen.-giu. 2019         | Ternana                | C                      | 16         | 0          | CI+CI-C         | 0+1             | 0               | -                  | -                  | -                  | -           | -           | -           | 17     | 0      |
| 2019-2020              | Ternana                | C                      | 26+3       | 2+0        | CI-C            | 7               | 1               | -                  | -                  | -                  | -           | -           | -           | 36     | 3      |
| 2020-2021              | Ternana                | C                      | 26         | 3          | CI              | 1               | 0               | -                  | -                  | -                  | SC-C        | 2           | 0           | 29     | 3      |
| 2021-2022              | Ternana                | B                      | 22         | 0          | CI              | 2               | 0               | -                  | -                  | -                  | -           | -           | -           | 24     | 0      |
| 2022-2023              | Ternana                | B                      | 12         | 0          | CI              | 0               | 0               | -                  | -                  | -                  | -           | -           | -           | 12     | 0      |
| ago. 2023              | Ternana                | B                      | 1          | 0          | CI              | -               | -               | -                  | -                  | -                  | -           | -           | -           | 1      | 0      |
| Totale Ternana         | Totale Ternana         | Totale Ternana         | 103+3      | 5          |                 | 11              | 1               |                    | -                  | -                  |             | 2           | 0           | 119    | 6      |
| sett. 2023-2024        | Brescia                | B                      | 24+1       | 1+0        | -               | -               | -               | -                  | -                  | -                  | -           | -           | -           | 25     | 1      |
| 2024-gen. 2025         | Brescia                | B                      | 6          | 0          | CI              | 2               | 0               | -                  | -                  | -                  | -           | -           | -           | 8      | 0      |
| Totale Brescia         | Totale Brescia         | Totale Brescia         | 49+1       | 1          |                 | 4               | 0               |                    | -                  | -                  |             | -           | -           | 54     | 1      |
| feb.-giu. 2025         | SPAL                   | C                      | 6+2        | 0          | CI-C            | -               | -               | -                  | -                  | -                  | -           | -           | -           | 8      | 0      |
| Totale carriera        | Totale carriera        | Totale carriera        | 339+8      | 14         |                 | 22              | 1               |                    | -                  | -                  |             | 2           | 0           | 371    | 15     |

## Palmarès

### Club

#### Competizioni nazionali
- Serie C: 1

Ternana: 2020-2021 (girone C)
- Supercoppa di Serie C: 1

Ternana: 2021